# Speedflow Communications
Speedflow — частная компания, которая предоставляет телекоммуникационные услуги операторам связи и программные продукты на базе IP-телефонии для телекоммуникационной отрасли.

## История
2004 — Компания Speedflow основана в Лондоне как поставщик услуг VoIP-телефонии.
2005 — Запуск AccuCore, VoIP ERP-системы.
2006 — Внутренняя группа исследований и разработок выпустила MediaCore, пограничный контроллер сеанса для операторов VoIP.
2008 — Запуск CallMax, платформы для розничных провайдеров VoIP, которая включала IP PBX, телефонную карту и модули call store.
2010 — MediaCore стал победителем конкурса интернет-телефонии TMC Labs Innovation Award 2010, который был учреждён для награждения инновационных продуктов в ИТ-индустрии.
2012 — Компания Speedflow начала предоставлять услуги ИТ-аутсорсинга и разработки программного обеспечения на заказ.
2014 — Компания запустила услуги SMS-носителя, в MediaCore SBC добавлен SMS-модуль.
2015 — Speedflow открыла новый офис в Пловдиве, и стала одним из стратегических инвесторов в регионе.
2016 — Представление CallDesk, облачной платформы IP PBX.
2016 — Выпуск софтсвитча MediaCore Lite, простой версии MediaCore SBC.
2017 — Официальный запуск инновационной рекламной платформы AdCharge.
2019 — MediaCore SMS получает награду за лучший инструмент агрегирования SMS. Выпущена версия 4.7.

## Проекты
Speedflow поддерживает некоммерческий телекоммуникационный проект по борьбе с мошенничеством — VoIPFraud List. Сегодня тысячи зарегистрированных пользователей по всему миру вносят свой вклад в его развитие, наполняя его важной информацией, что позволяет улучшить методы защиты от мошенничества на рынке телекоммуникаций.
Наталия Эллис (англ. Natalia Ellis), финансовый директор Speedflow, была среди женщин-руководителей международных телекоммуникационных компаний на форуме Hottalk в Себу. Она говорила о расширении прав и возможностей женщин в отраслях, где доминируют мужчины.